# Chip tricks
Chip tricks är trick med marker vanligt förekommande bland rutinerade pokerspelare och andra som vistas på kasinon. 
Det finns många typer av chip tricks. Ett exempel på ett lätt trick är Thumb Flip där man håller runt fem chips i handen och med tummens hjälp "flippar" över det första chipet på den andra sidan av chipsamlingen. Ett exempel på ett svårt trick är det så kallade "Knuckle Roll" där man låter ett chip rulla över handens alla knogar.